# Список Героев Социалистического Труда (Бондарев — Бояршинова)
Эта страница является частью списка Героев Социалистического Труда и перечисляет в алфавитном порядке лиц, удостоенных звания Героя Социалистического Труда, чьи фамилии начинаются с буквы «Б», от Бондарев до Бояршинова.
- Список не включает дважды и трижды Героев Социалистического Труда, а также лиц, лишённых этого звания.
- Список содержит информацию о датах жизни, роде деятельности и дате присвоения звания Героя.
- Герои, удостоенные звания посмертно, выделены в списке  серым цветом .
- Герои, сменившие фамилию после присвоения звания, приводятся в списках дважды, при этом строка с новой фамилией выделяется  бежевым цветом  и не имеет номера.

## Список людей, фамилии которых начинаются с «Б»
| Навигационная таблица | Навигационная таблица   |
| --------------------- | ----------------------- |
| «Б»                   | Баба-Заде — Базилевский |
| «Б»                   | Баиров — Банцер         |
| «Б»                   | Барабанов — Баянов      |
| «Б»                   | Бгажноков — Бенидзе     |
| «Б»                   | Берг — Блюнская         |
| «Б»                   | Бобенко — Болюнова      |
| «Б»                   | Бондарев — Бояршинова   |
| «Б»                   | Брагазин — Бульбаха     |
| «Б»                   | Буматов — Бяшимова      |

| №          | Фамилия, имя, отчество            | Даты жизни              | Деятельность | Дата присвоения | ГС         |
| ---------- | --------------------------------- | ----------------------- | --- | --------------- | ---------- |
| 1          | Бондарев Алексей Алексеевич       | 30.03.1923 — 13.02.2016 | Главный агроном совхоза «Заря» Промышленновского района Кемеровской области | 23.12.1976      | [ ГС 1 ]   |
| 2          | Бондарев Анатолий Александрович   | 1929—2016               | Сборщик покрышек Волжского шинного завода Министерства нефтеперерабатывающей и нефтехимической промышленности СССР, Волгоградская область                                                                | 20.04.1971      | [ ГС 2 ]   |
| 3          | Бондарев Виктор Васильевич        | род. 1930               | Бригадир монтажников Бурштынского монтажного участка треста «Южтеплоэнергомонтаж» Министерства энергетики и электрификации Украинской ССР, Ивано-Франковская область                                     | 04.10.1966      |            |
| 4          | Бондарев Данил Иванович           | 27.12.1914 — 22.02.2011 | Составитель поездов станции Баку-Грузовая Азербайджанской железной дороги, Азербайджанская ССР | 04.05.1971      | [ ГС 3 ]   |
| 5          | Бондарев Иван Денисович           | 06.01.1912 — 30.04.2004 | Сварщик треста «Мосподземстрой» № 1 Главмосстроя, гор. Москва | 01.02.1957      | [ ГС 4 ]   |
| 6          | Бондарев Фёдор Иванович           | 1909—1979               | Главный агроном районного отдела сельского хозяйства Коста-Хетагуровского района Северо-Осетинской АССР                                                                                                  | 09.03.1948      | [ ГС 5 ]   |
| 7          | Бондарев Юрий Васильевич          | 15.03.1924 — 29.03.2020 | Первый заместитель председателя правления Союза писателей РСФСР, гор. Москва | 14.03.1984      | [ ГС 6 ]   |
| 8          | Бондарева Клавдия Егоровна        | 22.06.1924 — 02.07.2011 | Комбайнёр колхоза «Прогресс» Большеглушицкого района Куйбышевской области | 08.04.1971      | [ ГС 7 ]   |
| 9          | Бондарева Мария Георгиевна        | 08.02.1928 — 21.01.2013 | Звеньевая колхоза имени Тельмана Тельмановского района Сталинской области | 02.06.1950      | [ ГС 8 ]   |
| 10         | Бондарева Милентина Станиславовна | 01.08.1934 — 24.12.2017 | Ткачиха Ровенского льнокомбината имени Комсомола Украины Министерства лёгкой промышленности Украинской ССР                                                                                               | 05.04.1971      | [ ГС 9 ]   |
| 10.000001  | Бондарева Пелагея Ивановна        | 1926 — 04.07.2011       | Звеньевая зернового совхоза «Тихорецкий» Министерства совхозов СССР, Тихорецкий район Краснодарского края                                                                                                | 11.02.1949      | [ ГС 10 ]  |
| 11         | Бондаревский Иван Тихонович       | 15.04.1912 — 12.03.1982 | Старший скотник конного завода № 163 Зимовниковского района Ростовской области | 22.03.1966      | [ ГС 11 ]  |
| 12         | Бондаренко Андрей Александрович   | 19.06.1914 — 19.02.1963 | Машинист врубовой машины шахты № 22 треста «Краснолучуголь» комбината «Донбассантрацит» Министерства угольной промышленности западных районов СССР, Ворошиловградская область                            | 28.08.1948      | [ ГС 12 ]  |
| 13         | Бондаренко Анна Ивановна          | 13.12.1923 — 23.02.1989 | Доярка совхоза «Маяк» Большереченского района Омской области | 06.09.1973      | [ ГС 13 ]  |
| 14         | Бондаренко Антонина Петровна      | 1915 — ????             | Звеньевая колхоза имени Иванова Архангельского района Краснодарского края | 10.02.1949      |            |
| 15         | Бондаренко Варвара Гавриловна     | род. 1928               | Звеньевая колхоза «Красный партизан» Лабинского района Краснодарского края | 06.05.1948      |            |
| 15.000002  | Бондаренко Варвара Ивановна       | род. 1927               | Звеньевая Сумско-Степановского свеклосовхоза Министерства пищевой промышленности СССР, Сумская область                                                                                                   | 30.04.1948      |            |
| 16         | Бондаренко Василий Антонович      | 17.02.1928 — 08.05.2002 | Председатель колхоза имени М. А. Посмитного Березовского района Одесской области | 22.12.1977      | [ ГС 14 ]  |
| 17         | Бондаренко Владимир Степанович    | 1928 — ????             | Директор совхоза имени 25 Октября Первомайского района Николаевской области | 22.12.1977      |            |
| 18         | Бондаренко Григорий Алексеевич    | 07.05.1921 — 05.09.1988 | Заместитель Главнокомандующего Военно-Морским Флотом СССР по боевой подготовке — начальник боевой подготовки Военно-Морского Флота СССР, адмирал, гор. Москва                                            | 07.02.1985      | [ ГС 15 ]  |
| 19         | Бондаренко Григорий Трофимович    | род. 12.09.1934         | Бригадир монтажников производственно-монтажного управления № 5 Министерства монтажных и специальных строительных работ СССР, гор. Уфа Башкирской АССР                                                    | 06.08.1975      | [ ГС 16 ]  |
| 20         | Бондаренко Зинаида Васильевна     | род. 17.02.1937         | Аппаратчица Могилёвского завода искусственного волокна имени В. В. Куйбышева Могилёвского производственного объединения «Химволокно» имени В. И. Ленина Министерства химической промышленности СССР      | 06.04.1981      | [ ГС 17 ]  |
| 21         | Бондаренко Зинаида Дмитриевна     | 08.09.1929 — 29.10.2005 | Свинарка колхоза «Луч коммунизма» Некоузского района Ярославской области | 08.04.1971      | [ ГС 18 ]  |
| 22         | Бондаренко Иван Афанасьевич       | 05.06.1926 — 16.02.2009 | Первый секретарь Ростовского обкома КПСС | 07.12.1973      | [ ГС 19 ]  |
| 23         | Бондаренко Иван Николаевич        | 10.01.1928 — 06.01.2008 | Бригадир рабочих Ольховатского сахарного комбината Министерства пищевой промышленности РСФСР, Воронежская область                                                                                        | 17.01.1974      | [ ГС 20 ]  |
| 24         | Бондаренко Иван Павлович          | 17.11.1914 — 26.10.1994 | Тракторист семеноводческого совхоза «Днепропетровский» Министерства совхозов СССР, Петропавловский район Днепропетровской области                                                                        | 16.04.1949      | [ ГС 21 ]  |
| 25         | Бондаренко Лукерья Фёдоровна      | 19.03.1910 — ????       | Свинарка совхоза «Коллективист» Льговского района Курской области | 22.03.1966      | [ ГС 22 ]  |
| 26         | Бондаренко Мария Игнатьевна       | 21.12.1929 — 2005       | Закальщица Лисичанского стекольного завода «Пролетарий» Министерства промышленности строительных материалов Украинской ССР, Луганская область                                                            | 28.07.1966      | [ ГС 23 ]  |
| 27         | Бондаренко Михаил Леонтьевич      | 21.11.1897 — 13.01.1959 | Начальник железнодорожного строительства № 10, Сталинградская, Астраханская области | 05.11.1943      | [ ГС 24 ]  |
| 28         | Бондаренко Надежда Савельевна     | 03.03.1929 — 06.02.2019 | Звеньевая колхоза «Коммунар» Веселиновского района Николаевской области | 23.04.1949      | [ ГС 25 ]  |
| 29         | Бондаренко Николай Григорьевич    | 28.10.1928 — 29.03.2014 | Бригадир полеводческой бригады колхоза имени Горького Сахновщинского района Харьковской области | 08.04.1971      | [ ГС 26 ]  |
| 29.000003  | Бондаренко Нина Ивановна          | 1927—1958               | Звеньевая колхоза «Большевик» Полтавского района Полтавской области | 16.02.1948      | [ ГС 27 ]  |
| 30         | Бондаренко Пётр Степанович        | 1905 — ????             | Комбайнёр Блакитнянской МТС Высокопольского района Херсонской области | 26.04.1958      | [ ГС 28 ]  |
| 31         | Бондаренко Татьяна Ефимовна       | 1924 — 10.07.2001       | Звеньевая колхоза имени Кирова Саркандского района Талды-Курганской области | 20.05.1949      | [ ГС 29 ]  |
| 32         | Бондаренко Татьяна Устимовна      | 07.07.1926 — 29.12.2000 | Звеньевая колхоза «Большевик» Полтавского района Полтавской области | 23.06.1949      | [ ГС 30 ]  |
| 33         | Бондарук Иван Фёдорович           | 1918 — ????             | Первый секретарь Корсунь-Шевченковского райкома Компартии Украины, Черкасская область | 22.12.1977      |            |
| 34         | Бондарчук Александр Алексеевич    | 02.04.1931 — 24.03.2015 | Механизатор колхоза имени Горького Народичского района Житомирской области | 08.12.1973      | [ ГС 31 ]  |
| 35         | Бондарчук Иван Афанасьевич        | 20.02.1924 — 23.06.2013 | Первый секретарь Винницкого райкома Компартии Украины, Винницкая область | 26.02.1958      | [ ГС 32 ]  |
| 36         | Бондарчук Меланья Саввовна        | 1912 — ????             | Звеньевая колхоза имени Кирова Вербского района Ровенской области | 26.02.1958      | [ ГС 33 ]  |
| 37         | Бондарчук Ольга Григорьевна       | род. 09.07.1929         | Звеньевая колхоза имени Сталина Трояновского района Житомирской области | 06.06.1952      |            |
| 38         | Бондарчук Сергей Фёдорович        | 25.09.1920 — 20.10.1994 | Режиссёр киностудии «Мосфильм», народный артист СССР, гор. Москва | 24.09.1980      | [ ГС 34 ]  |
| 39         | Бондарь Александр Васильевич      | 06.09.1952 — 20.11.2021 | Бригадир монтёров пути строительно-монтажного поезда № 581 треста «Нижнеангарсктрасстрой» Министерства транспортного строительства СССР, Бурятская АССР                                                  | 25.10.1984      | [ ГС 35 ]  |
| 40         | Бондарь Александр Иванович        | 1928 — 2003             | Осмотрщик-ремонтник вагонного депо Комсомольск-на-Амуре Дальневосточной железной дороги, Хабаровский край                                                                                                | 02.04.1981      | [ ГС 36 ]  |
| 41         | Бондарь Георгий Ефимович          | 16.05.1931 — 26.02.2003 | Бригадир комплексной бригады строительного управления № 4 треста «Криворожсеврудстрой» Министерства строительства предприятий тяжёлой индустрии Украинской ССР, гор. Кривой Рог Днепропетровской области | 05.09.1980      | [ ГС 37 ]  |
| 42         | Бондарь Дмитрий Моисеевич         | 1911 — ????             | Старший агроном Идринской МТС Идринского района Красноярского края | 07.01.1948      | [ ГС 38 ]  |
| 43         | Бондарь Кирилл Демидович          | 05.04.1905 — 21.12.1974 | Бывший директор Сеньковской МТС Харьковской области | 07.05.1948      | [ ГС 39 ]  |
| 44         | Бондарь Мария Михайловна          | род. 1929               | Звеньевая колхоза имени 131-го Таращанского полка Довбышского района Житомирской области | 07.06.1950      |            |
| 45         | Бондарь Николай Васильевич        | 19.12.1933 — 26.04.2004 | Тракторист совхоза «Красивинский» Есильского района Целиноградской области | 19.04.1967      | [ ГС 40 ]  |
| 46         | Бондарь Ольга Степановна          | род. 26.08.1928         | Звеньевая колхоза имени 131-го Таращанского полка Довбышского района Житомирской области | 07.06.1950      |            |
| 47         | Бондарь Фёдор Васильевич          | 1913 — ????             | Главный агроном совхоза «Сквирский» Сквирского района Киевской области | 23.06.1966      |            |
| 48         | Бондарюк Ольга Ивановна           | 30.08.1924 — 08.2017    | Звеньевая колхоза «Большевик» Северского района Краснодарского края | 06.05.1948      | [ ГС 41 ]  |
| 49         | Боня Николай Михайлович           | 05.11.1923 — 08.03.2017 | Начальник управления строительства «Укрводстрой» Министерства мелиорации и водного хозяйства Украинской ССР, гор. Херсон                                                                                 | 12.02.1980      | [ ГС 42 ]  |
| 50         | Боравенков Николай Иванович       | 18.02.1920 — 27.05.1985 | Начальник 28-го Центрального научно-исследовательского института вооружения Военно-морского флота Министерства обороны СССР, вице-адмирал, гор. Ленинград                                                | 21.02.1978      | [ ГС 43 ]  |
| 51         | Борат Иван Стефанович             | род. 1933               | Звеньевой Ивановского виноградарского совхоза Министерства пищевой промышленности СССР, Закарпатская область                                                                                             | 05.10.1949      |            |
| 52         | Боргазиев Коштен                  | род. 1931               | Старший табунщик колхоза «Кайнар» Сузакского района Южно-Казахстанской области | 23.07.1948      | [ ГС 44 ]  |
| 53         | Боргоякова Ефросинья Тодоровна    | род. 1927               | Звеньевая колхоза имени Сталина Аскизского района Хакасской автономной области | 07.01.1948      | [ ГС 45 ]  |
| 54         | Бордунов Иван Яковлевич           | 1910 — ????             | Старший мастер мартеновского цеха Константиновского металлургического завода имени Фрунзе Сталинского совнархоза                                                                                         | 19.07.1958      | [ ГС 46 ]  |
| 55         | Бордюгов Иван Тихонович           | 01.05.1922 — 25.11.2019 | Директор Кишинёвского завода «Сигнал» Министерства промышленности средств связи СССР, Молдавская ССР | 07.08.1986      | [ ГС 47 ]  |
| 56         | Боресков Георгий Константинович   | 20.04.1907 — 12.08.1984 | Директор Института катализа Сибирского отделения Академии наук СССР, Новосибирская область | 29.04.1967      | [ ГС 48 ]  |
| 57         | Борзенко Иван Иванович            | 18.12.1927 — 09.03.2010 | Свинарь совхоза «Коммунар» Кантемировского района Воронежской области | 22.03.1966      | [ ГС 49 ]  |
| 58         | Борзенков Евгений Дмитриевич      | 21.11.1924 — 21.03.2006 | Первый горновой Магнитогорского металлургического комбината Министерства чёрной металлургии СССР, Челябинская область                                                                                    | 22.03.1966      | [ ГС 50 ]  |
| 59         | Борзик Вера Михайловна            | 30.09.1920 — 07.02.1990 | Доярка госплемзавода «Горняк» Октябрьского района Ростовской области | 08.04.1971      | [ ГС 51 ]  |
| 60         | Борзов Борис Михайлович           | 26.03.1939 — 14.03.1996 | Комбайнёр совхоза «Полтавский» Полтавского района Омской области | 13.12.1972      | [ ГС 52 ]  |
| 61         | Борзова Галина Александровна      | 09.06.1926 — 05.08.2009 | Ткачиха Краснодарского камвольно-суконного комбината Министерства лёгкой промышленности РСФСР | 09.06.1966      | [ ГС 53 ]  |
| 62         | Борзых Василий Лаврентьевич       | 29.01.1912 — 17.08.1994 | Начальник участка шахтоуправления № 5—7 треста «Ждановуголь», гор. Красный Луч Ворошиловградской области                                                                                                 | 26.04.1957      | [ ГС 54 ]  |
| 63         | Боридько Алексей Дмитриевич       | 15.11.1922 — 22.06.1996 | Бригадир совхоза «Чистовский» Булаевского района Северо-Казахстанской области | 19.04.1967      | [ ГС 55 ]  |
| 64         | Борин Константин Александрович    | 03.06.1908 — ...03.1989 | Комбайнёр Штейнгартской МТС Штейнгартского района Краснодарского края | 16.04.1949      | [ ГС 56 ]  |
| 65         | Борисевич Александр Иванович      | 14.08.1914 — ????       | Мастер Гомельского авторемонтного завода Министерства автомобильного транспорта и шоссейных дорог Белорусской ССР                                                                                        | 05.10.1966      | [ ГС 57 ]  |
| 66         | Борисевич Николай Александрович   | 21.09.1923 — 25.10.2015 | Президент Академии наук Белорусской ССР, гор. Минск | 27.12.1978      | [ ГС 58 ]  |
| 67         | Борисенко Анна Григорьевна        | 1910 — ????             | Звеньевая колхоза «8 марта» Коломакского района Харьковской области | 07.05.1948      |            |
| 68         | Борисенко Клавдия Егоровна        | 07.11.1914 — 18.04.1992 | Председатель колхоза имени Сталина Ленинского (сельского) района Курской области | 07.12.1957      | [ ГС 59 ]  |
| 69         | Борисенко Михаил Иванович         | 25.07.1917 — 02.01.1984 | Заместитель главного конструктора системы радиоуправления, НИИ-885 Государственного Комитета Совета Министров СССР по радиоэлектронике, гор. Москва                                                      | 21.12.1957      | [ ГС 60 ]  |
| 70         | Борисенко Николай Иванович        | 08.10.1914 — ????       | Бригадир виноградарского совхоза имени Молотова Министерства пищевой промышленности СССР, Анапский район Краснодарского края                                                                             | 26.09.1950      | [ ГС 61 ]  |
| 71         | Борисенко Николай Петрович        | род. 05.07.1929         | Председатель колхоза имени Кирова Марьинского района Донецкой области | 04.03.1982      | [ ГС 62 ]  |
| 72         | Борисенко Пётр Васильевич         | 1917 — ????             | Главный агроном Масловского совхоза-техникума Мироновского района Киевской области | 08.12.1973      |            |
| 73         | Борисенко Семён Иванович          | 05.02.1900 — 1992       | Врач-хирург, ассистент кафедры госпитальной хирургии Владивостокского медицинского института, Приморский край                                                                                            | 09.03.1966      | [ ГС 63 ]  |
| 74         | Борисенко Тимофей Яковлевич       | 20.02.1919 — 2002       | Машинист крана мостопоезда № 472 мостостроительного треста № 2 Министерства транспортного строительства СССР, Новосибирская область                                                                      | 28.07.1966      | [ ГС 64 ]  |
| 75         | Борисик Василий Иванович          | 28.08.1926 — 27.09.2010 | Машинист экскаватора Стародорожского строительно-монтажного управления Минского областного треста по производству мелиоративных работ Министерства мелиорации и водного хозяйства Белорусской ССР        | 30.04.1966      | [ ГС 65 ]  |
| 76         | Борискин Валентин Акимович        | 24.06.1928 — 22.11.2019 | Токарь Людиновского тепловозостроительного завода Министерства тяжёлого, энергетического и транспортного машиностроения СССР, Калужская область                                                          | 09.07.1966      | [ ГС 66 ]  |
| 77         | Борискин Леонтий Исаакович        | 24.03.1912 — 21.11.1978 | Начальник участка шахты № 30 комбината «Москвоуголь» Министерства угольной промышленности западных районов СССР, Московская область                                                                      | 28.08.1948      | [ ГС 67 ]  |
| 78         | Бориско Василий Никифорович       | 11.06.1916 — 22.01.1986 | Председатель колхоза имени Чкалова Новомиргородского района Кировоградской области | 08.04.1971      | [ ГС 68 ]  |
| 79         | Борисов Александр Фёдорович       | 01.05.1905 — 12.05.1982 | Актёр Ленинградского государственного академического театра драмы имени А. С. Пушкина, народный артист СССР                                                                                              | 06.02.1981      | [ ГС 69 ]  |
| 80         | Борисов Александр Филиппович      | 04.11.1908 — 22.08.2001 | Бывший директор Магнитогорского металлургического комбината, ныне заместитель председателя Госплана РСФСР, гор. Москва                                                                                   | 19.07.1958      | [ ГС 70 ]  |
| 81         | Борисов Григорий Макарович        | 1912—1985               | Моторист электропилы Чёрмозского леспромхоза Пермской области | 05.10.1957      | [ ГС 71 ]  |
| 82         | Борисов Иван Александрович        | 20.03.1914 — 30.01.1977 | Бригадир колхоза «Закалённый боец» Коптеловского района Свердловской области | 09.06.1951      | [ ГС 72 ]  |
| 83         | Борисов Иван Михайлович           | 07.10.1929 — 21.12.2000 | Старший агломератчик Новотульского металлургического завода Министерства чёрной металлургии СССР, гор. Тула                                                                                              | 30.03.1971      | [ ГС 73 ]  |
| 84         | Борисов Кузьма Алексеевич         | 1901 — ????             | Старший сварщик рельсо-балочного цеха Кузнецкого металлургического комбината Кемеровского совнархоза | 19.07.1958      | [ ГС 74 ]  |
| 85         | Борисов Николай Алексеевич        | 18.05.1924 — 08.05.1989 | Бригадир электрослесарей Красноярского монтажного участка треста «Гидроэлектромонтаж» Министерства энергетики и электрификации СССР                                                                      | 01.06.1973      | [ ГС 75 ]  |
| 86         | Борисов Николай Андреевич         | 04.02.1903 — 13.09.1955 | Заместитель начальника Первого главного управления при Совете Министров СССР, гор. Москва | 29.10.1949      | [ ГС 76 ]  |
| 87         | Борисов Николай Владимирович      | 19.12.1897 — 22.02.1989 | Начальник Управления военно-восстановительных работ № 20 Северо-Кавказского фронта | 05.11.1943      | [ ГС 77 ]  |
| 88         | Борисов Пётр Михайлович           | 01.03.1932 — 05.01.2019 | Бригадир судосборщиков Черноморского судостроительного завода Министерства судостроительной промышленности СССР, гор. Николаев                                                                           | 08.10.1970      | [ ГС 78 ]  |
| 89         | Борисов Сергей Тихонович          | 15.01.1935 — 19.06.2009 | Звеньевой совхоза «Краснореченский» Кировского района Приморского края | 11.12.1973      | [ ГС 79 ]  |
| 90         | Борисов Трофим Никитич            | 1911—1960               | Управляющий отделением совхоза «Элита» Министерства совхозов СССР, Москаленский район Омской области | 12.11.1951      | [ ГС 80 ]  |
| 91         | Борисов Юзик Иванович             | 28.11.1933 — 29.06.1999 | Токарь Армавирского опытного машиностроительного завода Главнефтеснаба РСФСР, Краснодарский край | 20.04.1971      | [ ГС 81 ]  |
| 92         | Борисова Анна Митрофановна        | 24.11.1919 — 11.05.2012 | Звеньевая колхоза имени Сталина Курганинского района Краснодарского края | 06.05.1948      | [ ГС 82 ]  |
| 93         | Борисова Анна Михеевна            | 26.12.1914 — 13.03.1968 | Бригадир совхоза «Бутурлиновский» Бутурлиновского района Воронежской области | 22.03.1966      | [ ГС 83 ]  |
| 94         | Борисова Анна Фёдоровна           | 31.01.1926 — 05.10.1990 | Бригадир совхоза «Нечаевский» Мокшанского района Пензенской области | 22.03.1966      | [ ГС 84 ]  |
| 95         | Борисова Валентина Николаевна     | 14.05.1933 — 27.04.2015 | Ткачиха Брянского камвольного комбината Министерства лёгкой промышленности РСФСР | 09.06.1966      | [ ГС 85 ]  |
| 96         | Борисова Пелагея Ивановна         | 10.05.1931 — 13.07.2022 | Бригадир совхоза «Красное Сельцо» Рузаевского района Мордовской АССР | 30.04.1966      | [ ГС 86 ]  |
| 97         | Борисова Тамара Николаевна        | 28.04.1932 — 24.04.2010 | Заместитель начальника цеха завода «Магнезит» Министерства чёрной металлургии СССР, гор. Сатка Челябинской области                                                                                       | 30.03.1971      | [ ГС 87 ]  |
| 98         | Борисова Юлия Константиновна      | 17.03.1925 — 08.08.2023 | Актриса Государственного академического театра имени Е. Вахтангова, народная артистка СССР, гор. Москва                                                                                                  | 17.03.1985      | [ ГС 88 ]  |
| 99         | Борковская Вера Иосифовна         | 08.03.1928 — 13.04.2017 | Звеньевая колхоза «Родина» Кировского района Могилёвской области | 30.04.1966      | [ ГС 89 ]  |
| 100        | Борлов Павел Филатович            | 02.02.1913 — 24.02.1994 | Председатель колхоза имени Кирова Старобешевского района Донецкой области | 23.06.1966      | [ ГС 90 ]  |
| 101        | Бормотов Георгий Фёдорович        | 18.08.1914 — 15.10.2004 | Начальник передвижной механизированной колонны № 16 управления строительства «Ставропольстрой» Министерства мелиорации и водного хозяйства РСФСР, гор. Черкесск Карачаево-Черкесской автономной области  | 08.04.1971      | [ ГС 91 ]  |
| 102        | Боровик Александр Григорьевич     | 20.11.1938 — 06.10.2018 | Председатель колхоза «Авангард» Коропского района Черниговской области | 06.03.1981      | [ ГС 92 ]  |
| 103        | Боровик Екатерина Ивановна        | род. 01.01.1948         | Звеньевая колхоза «Авангард» Коропского района Черниговской области | 06.06.1984      | [ ГС 93 ]  |
| 104        | Боровиков Геннадий Петрович       | 11.10.1936 — 19.05.2004 | Бригадир плавильщиков производства чугунного литья Камского объединения по производству большегрузных автомобилей Министерства автомобильной промышленности СССР, Татарская АССР                         | 14.09.1981      | [ ГС 94 ]  |
| 105        | Боровицкий Яков Павлович          | 01.05.1909 — 10.01.1997 | Секретарь Северского райкома ВКП(б), Краснодарский край | 06.05.1948      | [ ГС 95 ]  |
| 106        | Боровков Владимир Иванович        | 1931—2011               | Бригадир Судостроительного завода № 199 имени Ленинского комсомола Министерства судостроительной промышленности СССР, гор. Комсомольск-на-Амуре Хабаровского края                                        | 25.07.1966      | [ ГС 96 ]  |
| 107        | Боровкова Пелагея Степановна      | 06.10.1918 — 20.03.1987 | Мастер Магнитогорского метизно-металлургического завода Министерства чёрной металлургии СССР, Челябинская область                                                                                        | 30.03.1971      | [ ГС 97 ]  |
| 108        | Боровский Бронислав Адольфович    | 13.07.1913 — 30.05.2000 | Каменщик ремонтно-строительного управления № 3 Витебского облремстройтреста Министерства жилищного строительства Белорусской ССР, гор. Орша Витебской области                                            | 07.05.1971      | [ ГС 98 ]  |
| 109        | Боровских Джорж Константинович    | 16.12.1926 — 15.07.1997 | Сталевар Верх-Исетского металлургического завода Министерства чёрной металлургии СССР, Свердловская область                                                                                              | 07.12.1976      | [ ГС 99 ]  |
| 110        | Боровых Андрей Иванович           | 1900 — 05.1990          | Бригадир тракторной бригады Костогановской МТС Меркенского района Джамбулской области | 28.03.1948      | [ ГС 100 ] |
| 111        | Борог Валерий Африканович         | 09.02.1907 — 19.03.2000 | Главный конструктор Московского машиностроительного завода «Стрела» Министерства авиационной промышленности СССР                                                                                         | 23.12.1976      | [ ГС 101 ] |
| 112        | Бородавка Василий Васильевич      | 13.06.1921 — 23.05.1994 | Дерево-модельщик Тбилисского стале-чугунолитейного завода «Центролит» Министерства чёрной металлургии СССР                                                                                               | 02.04.1966      | [ ГС 102 ] |
| 113        | Бородавка Иван Михайлович         | 19.05.1925 — 01.01.1996 | Бригадир тракторной бригады Толочинской МТС Толочинского района Витебской области | 18.01.1958      | [ ГС 103 ] |
| 114        | Бородаев Тихон Иванович           | 25.08.1923 — 02.02.1995 | Старший мастер Новочеркасского электровозостроительного завода Министерства электротехнической промышленности СССР, Ростовская область                                                                   | 08.08.1966      | [ ГС 104 ] |
| 115        | Бородаченко Данил Афанасьевич     | 1911 — ????             | Бригадир медников-котельщиков Узбекского завода химического машиностроения Министерства химического и нефтяного машиностроения СССР, Ташкентская область                                                 | 20.04.1971      |            |
| 116        | Бородин Александр Иосифович       | 22.10.1916 — 13.11.1999 | Комбайнёр Аксайской МТС Аксайского района Ростовской области | 26.04.1952      | [ ГС 105 ] |
| 117        | Бородин Андрей Михайлович         | 15.10.1912 — 09.07.1984 | Первый секретарь Кустанайского областного комитета Компартии Казахстана | 13.10.1972      | [ ГС 106 ] |
| 118        | Бородин Василий Егорович          | 25.12.1936 — 25.06.2004 | Горнорабочий очистного забоя шахты № 22 комбината «Челябинскуголь» Министерства угольной промышленности СССР, Челябинская область                                                                        | 30.03.1971      | [ ГС 107 ] |
| 119        | Бородин Геннадий Петрович         | 25.11.1930 — 12.02.2009 | Старший мастер Ребрихинского маслосырзавода Министерства мясной и молочной промышленности РСФСР, Алтайский край                                                                                          | 14.06.1966      | [ ГС 108 ] |
| 120        | Бородин Павел Дмитриевич          | 30.06.1911 — 11.03.1998 | Директор Московского автомобильного завода имени И. А. Лихачёва Министерства автомобильной промышленности СССР                                                                                           | 30.07.1966      | [ ГС 109 ] |
| 121        | Бородин Павел Петрович            | 07.10.1926 — 04.02.2001 | Старший травильщик цеха холодного проката Новосибирского металлургического завода имени А. Н. Кузьмина                                                                                                   | 19.07.1958      | [ ГС 110 ] |
| 122        | Бородин Яков Власович             | 25.01.1920 — 23.11.1987 | Директор средней школы № 2 имени Декабристов, гор. Ялуторовск Тюменской области | 27.06.1978      | [ ГС 111 ] |
| 123        | Бородина Прасковья Ивановна       | 07.11.1904 — 22.04.2002 | Звеньевая семеноводческого колхоза «Доброволец» Лунинского района Пензенской области | 27.06.1950      | [ ГС 112 ] |
| 124        | Бородкин Михаил Иванович          | 01.07.1925 — 14.11.2021 | Бригадир колхоза «Красное знамя» Аркадакского района Саратовской области | 07.12.1973      | [ ГС 113 ] |
| 125        | Бородулин Александр Васильевич    | 27.04.1906 — 1980       | Фрезеровщик паротурбинного цеха № 1 Ленинградского металлического завода Ленинградского совнархоза | 21.06.1957      | [ ГС 114 ] |
| 126        | Бородулин Анатолий Иванович       | 17.07.1911 — 21.08.2000 | Директор Криворожского металлургического завода имени В. И. Ленина Министерства чёрной металлургии Украинской ССР, Днепропетровская область                                                              | 30.03.1971      | [ ГС 115 ] |
| 127        | Бородулин Василий Иванович        | 28.12.1931 — 10.01.2024 | Машинист бульдозера, бригадир треста «Краснодаргидрострой» Министерства мелиорации и водного хозяйства РСФСР, гор. Краснодар                                                                             | 08.04.1971      | [ ГС 116 ] |
| 128        | Бородуля Михаил Иванович          | 05.11.1913 — 09.06.1990 | Бригадир тракторной бригады Гиагинской МТС Адыгейской автономной области | 24.02.1948      | [ ГС 117 ] |
| 128.000004 | Бородушкина Анна Георгиевна       | 01.07.1926 — 29.09.2003 | Звеньевая колхоза имени Красной Армии Коломенского района Московской области | 04.03.1949      | [ ГС 118 ] |
| 129        | Борозняк Василий Ильич            | 24.08.1919 — 16.08.2014 | Главный врач Цветнянской участковой больницы Александровского района Кировоградской области | 23.10.1978      | [ ГС 119 ] |
| 130        | Боронина Раиса Степановна         | 12.10.1922 — 05.02.2013 | Заведующая отделением Балкашинской районной больницы, Целиноградская область | 20.07.1971      | [ ГС 120 ] |
| 131        | Борсук Владимир Моисеевич         | 06.01.1924 — ????       | Бригадир проходчиков Великомостовского строительного управления комбината «Укрзападшахтострой» Министерства строительства предприятий угольной промышленности Украинской ССР, Львовская область          | 26.04.1957      |            |
| 132        | Бортников Иван Николаевич         | 31.08.1912 — 24.05.1978 | Директор Электромеханического завода Министерства среднего машиностроения СССР, гор. Зеленогорск, Красноярский край                                                                                      | 24.12.1970      | [ ГС 121 ] |
| 133        | Бортняк Евгения Васильевна        | 1914 — ????             | Звеньевая колхоза имени Кирова Чемеровецкого района Каменец-Подольской области | 16.02.1948      | [ ГС 122 ] |
| 134        | Бортняк Пётр Феодосьевич          | 1904 — 20.11.1982       | Бригадир тракторной бригады Кутковецкой МТС Чемеровецкого района Каменец-Подольской области | 16.02.1948      | [ ГС 123 ] |
| 135        | Борушко Геннадий Григорьевич      | 04.10.1927 — 26.01.1992 | Осмотрщик вагонного депо Барнаул Западно-Сибирской железной дороги, Алтайский край | 04.08.1966      | [ ГС 124 ] |
| 136        | Борцова Лидия Петровна            | 05.04.1920 — 1993       | Главный врач центральной городской больницы, гор. Топки Кемеровской области | 04.02.1969      | [ ГС 125 ] |
| 137        | Борченко Мария Яковлевна          | 20.09.1927 — 18.07.2008 | Звеньевая колхоза имени Сталина Егорьевского района Алтайского края | 20.05.1949      | [ ГС 126 ] |
| 137.000005 | Борщёва Анна Фёдоровна            | 1915 — ????             | Звеньевая свиноводческого совхоза имени Калинина Министерства совхозов СССР, Сталинская область | 13.03.1948      | [ ГС 127 ] |
| 138        | Борягин Василий Павлович          | 30.03.1919 — 06.04.1998 | Бригадир слесарей Березниковского содового завода имени В. И. Ленина Министерства химической промышленности СССР, Пермская область                                                                       | 20.04.1971      | [ ГС 128 ] |
| 139        | Босенко Максим Степанович         | 1902—1976               | Бригадир тракторной бригады Косбармакской МТС Атбасарского района Акмолинской области | 28.03.1948      | [ ГС 129 ] |
| 140        | Бостан Мария Леонтьевна           | род. 1927               | Звеньевая колхоза имени Лазо Тираспольского района Молдавской ССР | 09.03.1949      |            |
| 141        | Босхомджиев Антон Колумбеевич     | 1914—1973               | Старший чабан совхоза «Гашунский» Яшкульского района Калмыцкой АССР | 08.04.1971      | [ ГС 130 ] |
| 142        | Ботвинов Александр Игнатьевич     | 12.08.1907 — 02.11.1995 | Секретарь Котовского районного комитета Компартии (большевиков) Украины, Одесская область | 19.07.1951      | [ ГС 131 ] |
| 143        | Ботезат Иван Фёдорович            | род. 06.07.1935         | Слесарь завода «Электроточприбор» Министерства приборостроения, средств автоматизации и систем управления СССР, гор. Кишинёв Молдавской ССР                                                              | 20.04.1971      | [ ГС 132 ] |
| 144        | Ботин Михаил Иванович             | 15.11.1903 — 17.10.1982 | Председатель колхоза «Коллективный труд» Ухтомского района Московской области | 07.04.1949      | [ ГС 133 ] |
| 145        | Ботов Дмитрий Прохорович          | 12.11.1908 — 29.05.1959 | Бригадир тракторной бригады Шелеховской МТС Иркутской области | 01.07.1950      | [ ГС 134 ] |
| 146        | Боханов Николай Иванович          | 03.08.1913 — 18.08.2005 | Директор производственной фирмы шерстяных детских тканей «Подмосковье» Министерства текстильной промышленности РСФСР, гор. Мытищи Московской области                                                     | 31.12.1973      | [ ГС 135 ] |
| 147        | Бочарник Стефан Филиппович        | 1915 — ????             | Бригадир тракторной бригады Ново-Астраханской МТС Ново-Астраханского района Ворошиловградской области | 16.02.1948      | [ ГС 136 ] |
| 148        | Бочаров Андрей Данилович          | 1904 — 04.06.1988       | Заведующий фермой колхоза имени Чкалова Кунцевского района Московской области | 07.04.1949      | [ ГС 137 ] |
| 149        | Бочаров Василий Филиппович        | род. 1929               | Главный агроном совхоза имени Киквидзе Киквидзенского района Волгоградской области | 23.06.1966      | [ ГС 138 ] |
| 150        | Бочаров Виктор Иванович           | род. 23.10.1933         | Начальник комбината «Якутуглестрой» Министерства угольной промышленности СССР, Нерюнгринский район Якутской АССР                                                                                         | 28.08.1985      | [ ГС 139 ] |
| 151        | Бочаров Николай Николаевич        | 04.02.1930 — 17.04.2020 | Бригадир колхоза «Новая жизнь» Щёкинского района Тульской области | 23.06.1966      | [ ГС 140 ] |
| 152        | Бочаров Фёдор Васильевич          | 18.02.1930 — 08.02.1993 | Драгер прииска «Дражный» треста «Лензолото» Министерства цветной металлургии СССР, Бодайбинский район Иркутской области                                                                                  | 20.05.1966      | [ ГС 141 ] |
| 153        | Бочаров Юрий Юрьевич              | 31.12.1945 — 14.02.1993 | Бригадир комплексной бригады строительно-монтажного поезда № 697 управления строительства «Бамстройпуть» Министерства транспортного строительства СССР, Читинская область                                | 25.10.1984      | [ ГС 142 ] |
| 153.000006 | Бочарова Надежда Романовна        | 15.03.1928 — 09.09.2003 | Звеньевая Артёмовского свеклосовхоза Чутовского района Полтавской области | 29.08.1949      | [ ГС 143 ] |
| 154        | Бочкарёв Василий Иванович         | 12.04.1906 — ????       | Бригадир слесарей Совгаванского судоремонтного завода Дальневосточного государственного морского пароходства Министерства морского флота СССР, Хабаровский край                                          | 03.08.1960      | [ ГС 144 ] |
| 155        | Бочкарёв Виктор Иванович          | 19.06.1934 — 13.07.1990 | Комбайнёр совхоза «Сырымбетский» Володарского района Кокчетавской области | 19.04.1967      | [ ГС 145 ] |
| 156        | Бочкарёв Виктор Константинович    | 21.05.1924 — 07.05.1987 | Бригадир колхоза «Вперёд к коммунизму» Лунинского района Пензенской области | 19.04.1967      | [ ГС 146 ] |
| 157        | Бочкарёв Николай Васильевич       | 13.12.1932 — 09.06.2016 | Комбайнёр-звеньевой уборочного звена совхоза «Московский» Целинского района Ростовской области | 06.08.1974      | [ ГС 147 ] |
| 158        | Бочкарёва Аграфена Терентьевна    | 1902—1974               | Звеньевая колхоза «Гигант» Ворошиловского района Фрунзенской области | 16.05.1949      | [ ГС 148 ] |
| 159        | Бочкин Андрей Ефимович            | 30.10.1906 — 16.10.1979 | Бывший начальник строительно-монтажного управления «Ангарагэсстрой» Министерства строительства электростанций СССР, Иркутская область                                                                    | 11.01.1960      | [ ГС 149 ] |
| 160        | Бояки Георгий Степанович          | 1918 — ????             | Охотник Полигусовского совхоза Байкитского района Эвенкийского национального округа | 08.04.1971      | [ ГС 150 ] |
| 161        | Бояринова Лидия Владимировна      | 25.01.1931 — 03.06.2009 | Звеньевая колхоза «Авангард» Чкаловского района Горьковской области | 30.04.1966      | [ ГС 151 ] |
| 162        | Бояринцев Анатолий Еремеевич      | 14.04.1921 — 29.10.1998 | Аппаратчик Полевского криолитового завода Министерства цветной металлургии СССР, Свердловская область | 30.03.1971      | [ ГС 152 ] |
| 163        | Боярский Ипатий Прокопович        | 12.06.1911 — 02.06.1996 | Бригадир колхоза «Новая заря» Каменского района Молдавской ССР | 24.06.1949      |            |
| 164        | Боярский Сергей Тимофеевич        | 1900 — ????             | Звеньевой колхоза имени Ворошилова Нижне-Чирчикского района Ташкентской области | 17.07.1951      |            |
| 165        | Боярсков Иван Павлович            | 13.04.1921 — 26.09.2010 | Бригадир механизированной бригады совхоза «Ждановский» Кстовского района Горьковской области | 23.06.1966      | [ ГС 153 ] |
| 166        | Бояршинова Лидия Алексеевна       | 25.02.1929 — 19.11.2002 | Доярка Казымовской фермы совхоза «Оханский» Оханского района Пермской области | 08.04.1971      | [ ГС 154 ] |

| Навигационная таблица | Навигационная таблица   |
| --------------------- | ----------------------- |
| «Б»                   | Баба-Заде — Базилевский |
| «Б»                   | Баиров — Банцер         |
| «Б»                   | Барабанов — Баянов      |
| «Б»                   | Бгажноков — Бенидзе     |
| «Б»                   | Берг — Блюнская         |
| «Б»                   | Бобенко — Болюнова      |
| «Б»                   | Бондарев — Бояршинова   |
| «Б»                   | Брагазин — Бульбаха     |
| «Б»                   | Буматов — Бяшимова      |